# Stuwing
Stuwing is de (neiging tot) opeenhoping / drukverhoging bij aanvoer die groter is dan de afvoer, bij een vorm van stroming. Dit kan bijvoorbeeld om een vloeistof gaan, maar ook om mensen of voertuigen. De term wordt bijvoorbeeld in de medische sfeer gebruikt, en bij waterbeheer (stuwdam / stuwmeer), maar ook bijvoorbeeld bij crowd control. Een aanverwante zaak is verstopping / congestie. Een gehele of gedeeltelijke verstopping van de afvoer bij onverminderde aanvoer is een oorzaak van ophoping; omgekeerd kan de ophoping zelf voor verstopping zorgen, zoals wanneer mensen door de drukte niet voor- of achteruit kunnen, of een kruispunt geblokkeerd is door voertuigen. 

## Moedermelk
Stuwing is een overproductie van moedermelk. De borsten zwellen op en zijn pijnlijk. Het kan voorkomen of verminderd worden door de eerste dagen na de bevalling de baby zo vaak mogelijk (10-12x per dag) aan te leggen.
Wanneer toch stuwing ontstaat is het belangrijk de baby weer zo vaak mogelijk aan te leggen, zodat de baby de borst kan leegdrinken. Evt. kan vooraf een klein beetje afgekolfd of leeggemasseerd (bijvoorbeeld onder de douche) worden. Wanneer stuwing als hierboven behandeld wordt, zal het max. 12-48 uur duren. Een stuwing mag niet te lang duren omdat een stuwing die niet weggenomen wordt, kan leiden tot een pijnlijke borstontsteking (mastitis).
Tips bij stuwing:
- borst koelen tussen de voedingen door
- borst weer verwarmen 20 minuten voor de volgende voeding
- stevige, maar niet knellende bh dragen
- paracetamol